# Carrigart
Carrigart (engelska: Carrickart, iriska: Carraig Airt) är en ort i republiken Irland.   Den ligger i grevskapet County Donegal och provinsen Ulster, i den norra delen av landet, 230 km nordväst om huvudstaden Dublin. Carrigart ligger 16 meter över havet och antalet invånare är 228.
Terrängen runt Carrigart är platt åt nordväst, men åt sydost är den kuperad. Havet är nära Carrigart västerut. Runt Carrigart är det glesbefolkat, med 20 invånare per kvadratkilometer. Närmaste större samhälle är Millford, 11,5 km sydost om Carrigart. Trakten runt Carrigart består i huvudsak av gräsmarker.